# جلال بوزيد
جلال بوزيد (29 جويلية 1959 - الآن) هو سياسي تونسيّ وعضو في المجلس الوطني التأسيسي عن حزب التكتل الديمقراطي من أجل العمل والحريات.

## نشأته وتكوينه
ولد جلال بوزيد يوم 29 جويلية 1959 بصفاقس.
نال الباكالوريا سنة 1979 من المعهد الثّانوي للفتيان بسوسة، ثمّ التحق بالمدرسة الوطنية للمهندسين بصفاقس، فدرس بها ثمّ عمل فيها كباحث بعد تخرّجه. وهو يتقن من اللّغات العربية والفرنسية والإنجليزية.

## مسيرته السياسية

### انتخابات المجلس التأسيسي
ترشّح جلال بوزيد على رأس قائمة حزب التكتل الديمقراطي من أجل العمل والحريات عن دائرة صفاقس الثانية إلى انتخابات المجلس الوطني التأسيسي، وقد فاز في هذه الانتخابات والتحق بالمجلس الّذي بدأ عمله في 22 نوفمبر 2011.

### اللجان التي ينشط فيها
يترأّس جلال بوزيد لجنة البنية الأساسية والبيئة في المجلس الوطني التأسيسي، وهي لجنة تشريعيّة. كما أنّه عضو في لجنة الجماعات العمومية الجهوية والمحلية وهي لجنة تشريعيّة كذلك، وعضو في لجنة فرز الترشحات لعضوية الهيئة العليا المستقلة للانتخابات وهي لجنة خاصّة.